# Hyun Bin
Hyun Bin, pseudonimo di Kim Tae-pyŏng (in coreano: 현빈, Hyŏnpin; 김태평, Kim Taep'yŏng; Seul, 25 settembre 1982), è un attore, modello e cantante sudcoreano, noto principalmente per i suoi ruoli da protagonista nei drama coreani Nae ireum-eun Kim Sam-soon, Secret Garden e Crash Landing on You.

## Biografia
Nato e cresciuto a Seul, ha un fratello maggiore. Fin da bambino ha sempre amato il teatro, tanto che molto presto decide di provare a realizzare il suo sogno, quello cioè d'intraprendere la carriera d'attore. Si è diplomato nel 2004 in studi teatrali, dal 2009 è stato assunto presso la stessa scuola per svolgere un master. È stato il primo coreano a fare da modello per la copertina di Esquire. Il suo primo ruolo di spicco è in Bodyguard, dove fa la parte di uno stalker. 
Raggiunge la notorietà nel 2005 quando appare nella popolare commedia romantica Nae ireum-eun Kim Sam-soon,con cui ha vinto il suo primo premio per il ruolo rilevante svolto ai Drama Awards dell'MBC. Nel 2008 ha il ruolo principale in Geudeur-i saneun sesang, che tratta il dietro le quinte d'un serial tv. Tra il 2009 e il 2010 ha partecipato a Late Autumn, remake di un film coreano del 1966 dallo stesso titolo: è stato girato a Seattle, negli USA.
Nel 2010 recita in Secret Garden, col quale raggiunge il definitivo successo anche oltre i confini asiatici, in cui interpreta un ricco e arrogante proprietario d'un negozio che s'innamora d'una donna senza un soldo. In questo drama ha anche contribuito alla colonna sonora cantando una delle sigle, That Man. Nel 2011 ha presentato ufficialmente in concorso il film Come Rain, Come Shine al 61º festival di Berlino. Il 7 marzo 2011 è stato arruolato nel corpo coreano dei marine dove ha svolto i ventuno mesi di ferma di leva obbligatoria.

## Filmografia

### Cinema
- Shower (2002)
- Spin Kick (2004)
- Daddy Long Legs (2005)
- A Millionaire's First Love (2006)
- I'm very Happy (2008)
- Come Rain, come Shine (2010)
- Late Autumn (2010)
- Come Rain, Come Shine (2011)
- The Fatal Encounter (2014)
- Confidential Assignment (2017)
- The Swindlers (2017)
- The Negotiation (2018)
- Rampant (2018)
- Harbin (2023)
- The Point Men (2023)

### Televisione
- Bodyguard (KBS2, 2003)
- Nonstop 4 (MBC, 2003)
- Ireland (MBC, 2004)
- Nae ireum-eun Kim Sam-soon (MBC, 2005)
- Nonstop 5 (2005)
- Nun-ui yeo-wang (KBS2, 2006)
- Summers Days (2008)
- Friends, Our Legend (2009)
- Geudeur-i saneun sesang (KBS2, 2008)
- Secret Garden (SBS, 2010)
- Hyde Jekyll, na (2015)
- Memories of the Alhambra (2018)
- Crash Landing on You (사랑의 불시착?, Sarangui bulsichakLR) – serial TV (2020)

## Discografia

### Solista
- 2010 — "Dream in My Heart"

### Colonne sonore
- 2011 — "Can't Have You" (Friend, Our Legend OST)[2]
- 2011 — "That Man" - (Secret Garden OST)[3]